# 金界壕
金界壕又称金长城、兀术长城、金源边堡，是金朝为防御塔塔儿和蒙古诸部在大兴安岭区域所建造的壕堑。金初界壕从七家子至上庙沟全长约1680千米，界壕主要分布在今中国内蒙古自治区境内，黑龙江省、河北省亦有分布，总长约410公里。
2001年，内蒙古自治区和黑龙江省境内的遗址，以“金界壕遗址”的名称列入第五批全国重点文物保护单位。2006年，河北省承德市丰宁满族自治县的金界壕遗址列入第六批全国重点文物保护单位合并项目，归入“金界壕遗址”。

## 介绍
金长城始建于金太宗天会年间，东北起今内蒙古自治区呼伦贝尔市的莫力达瓦达斡尔族自治旗，向西南沿大兴安岭经过索伦（科右前旗境内）、突泉西，再沿燕山北麓、阴山西延至黄河后套，全长约三千里，是规模宏大的古代军事防御工程。
其构筑别具一格，由外壕、主墙、内壕、副墙组成，主墙墙高5-6米，界壕宽30-60米，主墙每60-80米筑有马面，每5-10公里筑一边堡。现残墙一般高1.5-2.5米，壕墙和与之相辅的边堡旧址清晰可见，仍不失磅礴之势。一共有两条，分别为明昌旧城和明昌新城。但是这未能阻止蒙古族最终跨过金界壕并击败金朝。
金朝初期从天会（1123年）年间就有金初界壕即：“婆卢火所竣界壕”；大定（1161年）初期筑有“旧界”和“旧堡”，大定五年（1165年）筑有边堡；大定中期（1181年）修有边壕；明昌（1190年）至承安（1196年）年间修有边墙（长城）。由不同时期修筑的多道界壕、边堡、边壕、边墙（长城），其规模与作用不同，金长城是指明昌（1190年）至承安（1196年）年间修筑的边墙与边堡，之前修筑的边壕为金界壕。
金朝开国初期的界壕遗迹起始于莫力达瓦旗嫩江西岸的七家子村，界壕遗迹从七家子开始走向西偏北方向，经过13千米后转向西南方向直至扎兰屯市浩饶山镇、扎赉特旗阿尔本格勒镇乌兰哈达村北，界壕遗迹跨过绰尔河继续西南行，经过科尔沁右翼前旗明水镇的金银沟，索岳尔济山南面东乌珠穆沁旗乌拉盖尔河边南牧场，界壕遗迹在东乌珠穆沁旗的夏日沟图北进入蒙古国境内，北行30千米后折向西，经行109千米后界壕遗迹又折向西南，经行266千米之后在阿巴嘎旗的巴彦敖包西北进入中国境内，继续向西南经过苏尼特左旗、苏尼特右旗（这段界壕遗迹多处被风沙掩埋），经过四子王旗白音朝克图镇白音花西14千米处界壕遗迹继续西南行，进入达尔罕茂明安旗后南行进入武川县，最后消失在哈拉合少乡庙沟村上庙沟（有学者实地考察到界壕遗迹直至包头的沙尔沁村）。金初界壕所包围的地区就是金朝初期西北部的疆域，主体建筑位于内蒙古自治区的锡林郭勒盟、兴安盟和呼伦贝尔市境内。
沿金初界壕内相隔一定距离就有边长为30米至50米（个别的达到70米）不等的方形戍堡遗址。界壕内比较清晰的戍堡遗址就有63座。
大定初界壕由金初界壕乌兰哈达开始经扎赉特旗阿拉达尔吐苏木吉日根沿东线至突泉县宝石镇宝乐村北至林西县统部乡凌家营子，继续南行，由赤峰二龙库进入围场县，经丰宁县草原乡水泉沟进入多伦县十五号乡经过正蓝旗、康保县、化德县，经商都县上二亩地至白音花西14千米处与金初界壕相交（其中从凌家营子至上二亩地段就是人们通常所说的金界壕“南线B段”），长度约1301千米。大定初界壕遗迹沿线分布着38座戍堡遗址，在上二股地至水泉沟一段分布着9座边长在140米——230米见方的边堡遗址。
明昌边墙（金长城），北起前七家子村嫩江右岸，向西偏北方向经过13千米后转向西南方向，从此开始沿金初界壕修筑并将界壕作为边墙的副壕，在扎赉特旗浩饶山乡乌兰哈达村北，边墙转而沿金大定初界壕南行，至吉日根离开界壕沿大定二十一年（1181年）所筑边壕至阿勒坦浩特嘎查，然后离开边壕南行，在宝石镇宝乐村西北与大定初界壕重合，直至凌家营子再次与大定初界壕分离，经过达里诺尔北岸至上二股地，再次与大定初界壕重合，西至白音花，与金初界壕重合，终止于上庙沟。明昌边墙（金长城）全长1650千米，设有边堡149座。